# Ghiacciaio Millington
Il Ghiacciaio Millington  (in lingua inglese: Millington Glacier) è uno stretto ghiacciaio tributario antartico che si origina dalle pendici orientali dell'Hughes Range, catena montuosa che fa parte dei Monti della Regina Maud, in Antartide. Il ghiacciaio va a terminare il suo percorso nel Ghiacciaio Ramsey, a nord del Monte Valinski.
La denominazione fu assegnata dall'Advisory Committee on Antarctic Names (US-ACAN) in onore del capitano di corvetta Richard E. Millington della U.S. Navy, ufficiale medico dell'operazione Deep Freeze nel 1963-64.